# Uzbl
Uzbl je webový prohlížeč, který se snaží držet filosofie Unixu, totiž dělat jen jednu základní věc, a tu dělat dobře. Řadu běžných funkcionalit, které webové prohlížeče nabízí (například panel nástrojů, ovládací prvky, záložky, nebo správa cookies), proto realizuje jen pomocí externích programů/skriptů. Jedná se o svobodný software pod licencí GNU GPL, který je podporován na un*xových systémech.
Uzbl je napsaný převážně v C a Pythonu. Jako vykreslovací jádro používá WebKit, díky kterému podporuje nejběžnější webové technologie (HTML, XML, XPath, kaskádové styly, ECMAScript, DOM, SVG) a například splňuje test Acid3.
Uzbl je vyvíjen od roku 2009 a nápad na jeho vytvoření se zrodil v komunitě uživatelů operačního systému Arch Linux.